# موريس نويباور
موريس نويباور (بالألمانية: Maurice Neubauer)‏ هو لاعب كرة قدم ألماني في مركز الدفاع، ولد في 29 أبريل 1996 في ركلنهاوزن في ألمانيا. لعب مع شالكه 04.

## وصلات خارجية
- موريس نيوباور على موقع قاعدة بيانات كرة القدم.إي يو (الإنجليزية)
- موريس نيوباور على موقع عالم كرة القدم.نت (الإنجليزية)